# Janina Wysocka-Ochlewska
Janina Wysocka-Ochlewska (ur. 4 kwietnia 1903 w Poznaniu, zm. 9 maja 1975 w Warszawie) – polska pianistka i klawesynistka, pedagog, żona Tadeusza Ochlewskiego i córka Stanisławy Wysockiej. 

## Życiorys
Studiowała w Kijowie oraz w Warszawie pod kierunkiem m.in. Egona Petriego oraz Józefa Turczyńskiego, w którego klasie fortepianu uzyskała dyplom w 1926 w Konserwatorium Warszawskim. Następnie kształciła się u Wandy Landowskiej w Paryżu. Brała udział w I Międzynarodowym Konkursie Pianistycznym im. Fryderyka Chopina. 
W latach 1950–1970 prowadziła klasę klawesynu w Państwowej Wyższej Szkole Muzycznej w Krakowie (obecnie Akademia Muzyczna), gdzie wśród jej absolwentów znaleźli się m.in. Elżbieta Stefańska i Marta Czarny-Kaczmarska. 
Pochowana na Cmentarzu Wojskowym na Powązkach w Warszawie (kwatera A35-5-9).

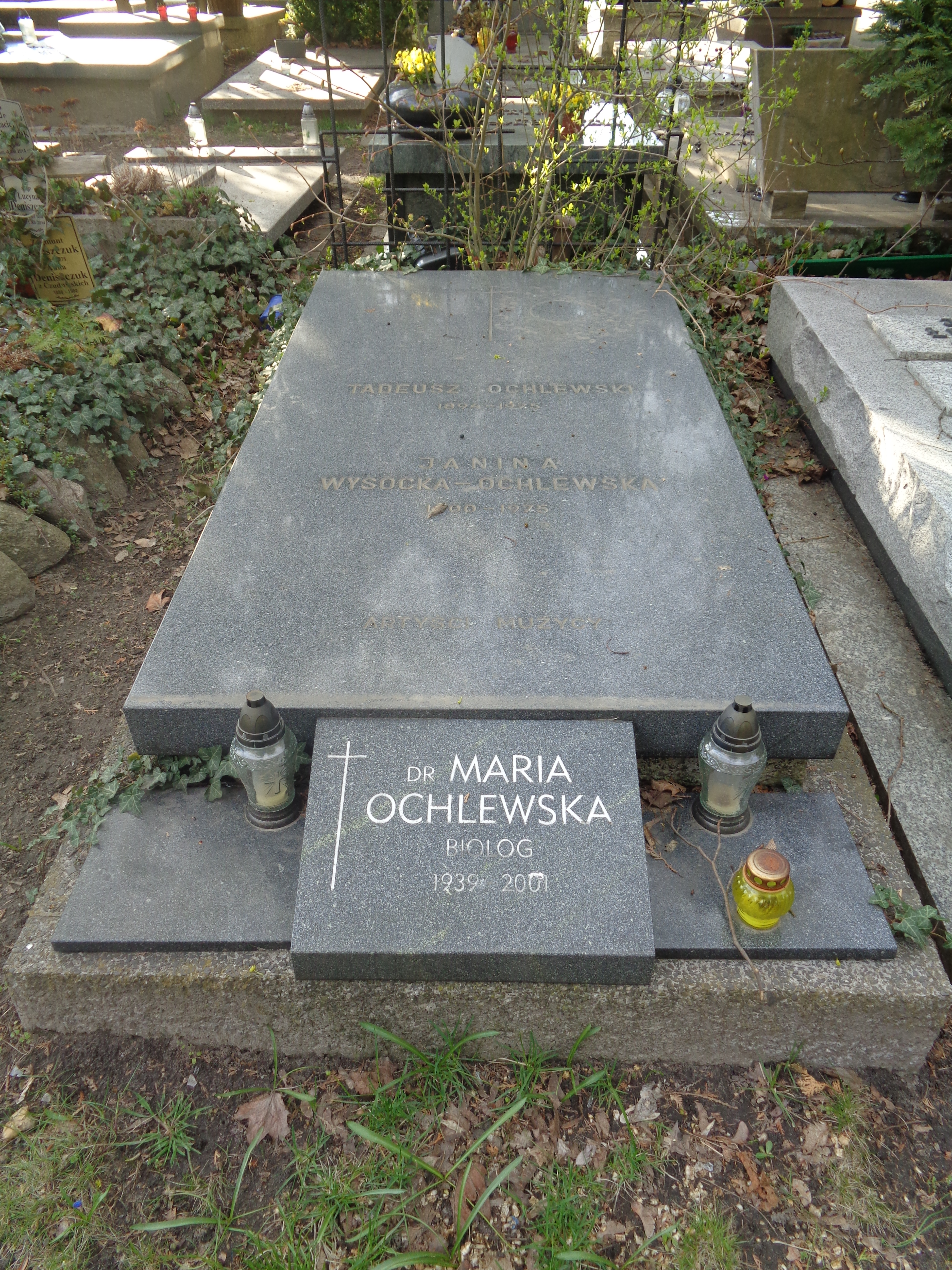
Grób Tadeusza Ochlewskiego i Janiny Wysockiej-Ochlewskiej na Cmentarzu Wojskowym na Powązkach